# Норцевичи (Дятловский район)
Но́рцевичи (бел. Норцавічы) — деревня в Дятловском сельсовете Дятловского района Гродненской области Республики Беларусь. По переписи населения 2009 года в Норцевичах проживало 107 человек.

## География
Норцевичи расположены в 12 км к северо-востоку от Дятлово, 153 км от Гродно, 18 км от железнодорожной станции Новоельня.

## История
В 1624 году упоминаются как Норчевичи в составе Дятловской (Здентельской) волости во владении Сапег.
В 1878 году Норцевичи — деревня в Дятловской волости Слонимского уезда Гродненской губернии (51 двор).
В 1880 году в Норцевичах проживало 223 человека. В 1905 году — 547 жителей.
В 1921—1939 годах Норцевичи находились в составе межвоенной Польской Республики. В сентябре 1939 года Норцевичи вошли в состав БССР.
В 1996 году Норцевичи входили в состав колхоза «Россия». В деревне насчитывалось 63 хозяйства, проживало 138 человек.